# Rory O’Hanlon
Rory O’Hanlon, irl. Ruairí Ó hAnluain (ur. 7 lutego 1934 w Dublinie) – irlandzki polityk i lekarz, działacz Fianna Fáil, parlamentarzysta i minister. Ceann Comhairle w latach 2002–2007.

## Życiorys
Kształcił się w St. Mary’s College w Dundalku i w Blackrock College. Następnie studiował medycynę na University College Dublin. Po uzyskaniu uprawnień zawodowych podjął praktykę lekarską. W latach 1970–1989 wchodził w skład North Eastern Health Board, regionalnej instytucji służby zdrowia.
Zaangażował się w działalność polityczną w ramach Fianna Fáil. W latach 1979–1987 był radnym hrabstwa Monaghan. W 1977 po raz pierwszy uzyskał mandat posła do Dáil Éireann w okręgu Cavan Monaghan. Z powodzeniem ubiegał się o reelekcję w wyborach w 1981, lutym 1982, listopadzie 1982, 1987, 1989, 1992, 1997 i 2002.
Od października do grudnia 1982 był ministrem stanu w departamencie spraw społecznych. W marcu 1987 objął urząd ministra zdrowia, który sprawował do listopada 1991. Następnie do lutego 1992 pełnił funkcję ministra środowiska. W lipcu 1997 został wiceprzewodniczącym niższej izby irlandzkiego parlamentu. W czerwcu 2002 został przewodniczącym Dáil Éireann 29. kadencji. Stanowisko to zajmował do czerwca 2007. W tym samym roku z urzędu uzyskał poselską reelekcję. W 2011 zakończył swoją polityczną aktywność.